# Vexations

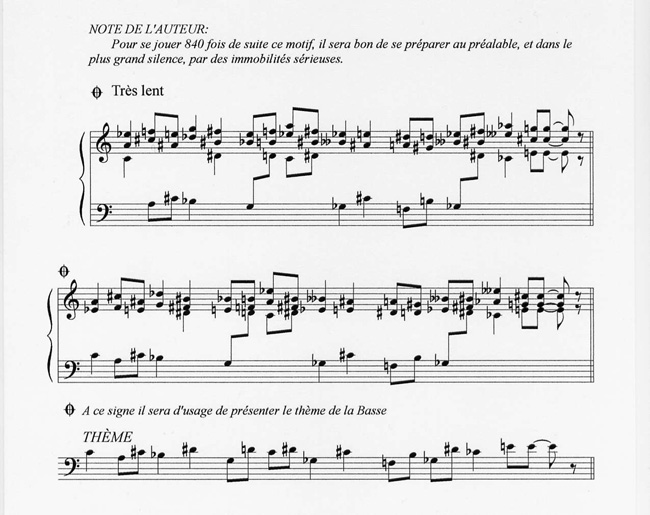
Vexations (Trápení) je hudební dílo francouzského skladatele Erika Satieho určené pro klavír.

Vexations (Trápení) je hudební dílo francouzského skladatele Erika Satieho určené pro klavír. V podobě důsledně respektující Satieho přípis pod skladbičkou jde o dílo předznamenávající americký konceptualismus a minimalismus druhé poloviny 20. století. Rok vzniku Vexations není přesně znám, obvykle bývají řazeny do roku 1893. 
Vexations byly vydány až v roce 1969 vydavatelstvím Max Eschig s dvěma dalšími náčrtky pod názvem Pages mystiques (Mystické stránky, 1893–95). Jde o tři „sebrané fragmenty z Národních archivů“ a zásluhu na jejich vydání má editor většiny Satieho díla Robert Caby. Podle některých životopisců by bylo bývalo lepší, kdyby většinu ze všech zveřejněných náčrtů „nechal Caby dál v archivech spát…“
Fascinaci způsobil Satieho přípis ke skladbě, v němž se doslova píše: „Pro hru tohoto motivku 840krát bude dobré se nejprve dobře připravit a hrát jej v ještě větším tichu s vážnou nehybností.“
Přes proslulost tohoto přípisu byly vzneseny i výhrady k oprávněnosti realizace takového záměru, neboť Satie byl po celý svůj tvůrčí život pověstný výraznou literární rovinou svých partitur a mnohé skladby nesou podobně básnicko-metaforické přípisy jako Vexations, aniž by je interpreti brali doslova. 
Fráze Vexations trvají něco přes minutu a strukturálně je v nich zjevná práce s dvanáctitónovým totálem předznamenávající Schoenbergovu dodekafonii. Vexations se esteticky hodily americké druhé avantgardě a začaly být prováděny na rozličných koncertech v USA od konce padesátých let 20. století. Jejich celková délka se podle zvoleného tempa pohybuje od 12 to 24 hodin.

## Veřejná provedení
Vůbec první kompletní provedení Vexations bylo realizováno Johnem Cagem v Pocket Theatre v New Yorku v září 1963 za pomoci dvanácti pianistů a mělo podobu performance. Mezi pianisty byly známé osobnosti tehdejší avantgardy jako John Cale, David Tudor, Christian Wolff, Philip Corner, David Del Tredici, James Tenney, Joshua Rifkin a další. Po představení byl jeden z klavíristů – John Cale – pozván do pořadu I've Got a Secret, ve kterém se porota snaží zjistit, co je tajemstvím pozvaného hosta. Caleovým tajemstvím bylo, že byl jedním z klavíristů, kteří se tohoto koncertů účastnili. Druhým hostem pořadu byl Karl Schenzer, jehož tajemstvím bylo, že byl jediným návštěvníkem, který koncert zhlédl kompletní. Dalšími návštěvníky koncertu byli mimo jiné Andy Warhol a John Giorno.
Roku 2017 proběhlo v newyorském Guggenheimově muzeu další kompletní přehrání díla, kterého se účastnili mimo jiné čtyři klavíristé, kteří hráli i při jeho prvním uvedení v roce 1963 – Christian Wolff, Philip Corner, David Del Tredici a Joshua Rifkin. Téhož roku skladba zazněla také v rámci brněnského festivalu Moravský podzim, při němž se v hraní díla vystřídalo patnáct klavíristů, včetně Nikol Bókové, Ilana Volkova a Kristýny Znamenáčkové.
V roce 2009 vydal belgický klavírista Stéphane Ginsburgh album 42 Vexations, na kterém ve zkrácené podobě toto dílo rovněž zahrál.